# Let’s Pretend We’re Married
«Let’s Pretend We’re Married» — песня американского музыканта Принса из его альбома 1999 1982 года. Она была выпущена финальным синглом из альбома в США и добралась до 52-й позиции хит-парада США.

## Предыстория
Песня состоит в основном из клавишных и драм-машин, а также вокальных партий Принса. Два куплета и следующие за ними припевы образуют основу песни. Песня переходит в инструментальную секцию, на которой Принс повторяет фразу: «Я хочу вы*бать тебя», а потом говорит: «Взгляни сюда, Марша. Я говорю это не чтобы показаться грубым. Мне правда хочется вы*бать весь вкус из твоего рта». Финальная часть песни представляет собой а капеллу, в которой Принс объявляет свою философию жизни — он любит Бога из-за страха перед жизнью после смерти, тем не менее он будет веселиться сколько сможет, эта тема берёт своё начало из песни «1999». Песня исполнялась в живую во время тура Purple Rain.